# 迦克墩信經
《迦克墩信经》是在公元451年所召开的第四次公會議中制定的基督教信經。
由於当时有不同的基督论产生，造成了东方教会的混乱。聶斯脫里（或譯涅斯多留）宣称基督具有神人二性并双重位格，乃是为了要保持基督人性的完整。犹提干宣称基督只有一个位格，但也只有一个神性，因为基督的人性已被神性盖过，就如同一滴醋落入在大海里而消逝一般。聶斯脫里及其派別在公元431年召开的以弗所公會議中被定为异端。
此公會議的召集人是東羅馬帝國皇帝馬爾西安，與會的有来自东方教会的主教500人及教宗代表数位。會初，大家一致通过接纳《尼西亚信经》、利欧的《大卷》及区利罗写给涅斯多留的信件，为基督论的正统，并无意重新制定信经。但皇帝馬爾西安及政府代表則极力要求重定信仰告白，于是公會議决定制定《迦克墩信经》。最終，犹提干派被定为异端。
而16世紀宗教改革時，马丁·路德和约翰·加尔文都承认此信经，更視之為基督教正统神学的模范。至今，此信經與《尼西亞信經》同為天主教會、東正教會、聖公會以及新教的主要宗派接受。
《迦克墩信经》重点有三：
1. 极力维护基督单一位格的完整。
2. 全然强调基督神人二性的分别。基督从神性而言与父神同质，但就他的人性而言，他与人类同质，而此二性是「不相混乱，不相交换，不能分开，不能离散」的，并且此二性是存在于一位格之内。
3. 以上帝之母稱呼馬利亞。

## 内容
我等謹隨，眾聖教父，同心合意，導人宣信：
唯一聖子，耶穌基利斯督我等主，為神人二性同臻完滿者；
其為真天主，亦為真人，具理性之靈，亦具血肉之身；
與神性也，與父同體，與人性也，與我等同體，
一如吾人，第無罪而。
其神性也，先於遠古，由聖父所生；
其人性也，晚至諸世，為拯生民，由上帝之母，童貞女瑪利亞所生；
其為唯一基督，獨生天主聖子，
確稟不紊不替不分不離之二性；
此二性者，弗以相合網異，反存個性之殊，
會於一位，合為一體：其非分離為二者，
而為一獨生聖子，天主聖言，主耶穌基利斯督；
悉如眾先知之故論，如主耶穌基利斯督之親訓，如諸聖教父之信經傳於我等者。